# M-1 SCA
Pour les articles homonymes, voir M1.
Le M-1 est un prototype de dirigeable militaire italien, de type semi-rigide. Il fit son premier vol en 1912, motorisé par deux moteurs Maybach de 250 ch chacun. La série de type M totalisa 19 exemplaires, construits jusqu'en 1918, pour des missions nocturnes de bombardements.